# شركة الفا دلتا
شركة ألفا دلتا الخدميّة (بالإنكليزية: Alpha Delta Company)، تأسست في 7 آب عام 1995م باسم مكتب دلتا للدراسات الجامعية والعلاقات الدولية، يقع مقرها الرئيسي في مدينة اللاذقية ويتواجد لها عدة فروع.

## مؤسس الشركة
أسس الشركة شادي جوزيف حداد (Shady Joseph Haddad) وهو المدير التنفيذي للشركة حائز على:
- إجازة في الحقوق.
- دبلوم في العلوم القانونية والقضائية.
- ماجستير في إدارة الموارد البشرية.
- دكتوراه في القانون الإداري وإدارة الموارد البشرية.

## أعمال الشركة
انصبّ عمل الشركة في البدايات على مجال الدراسات الجامعية وتأمين القبولات في عدد من الجامعات العربية والعالمية في كل من: (روسيا، الولايات المتحدة، بيلاروسيا، بلغاريا، ألمانيا، لبنان)، ثم قامت الشركة بعد ذلك بإدخال مجالات الموارد البشرية إلى نشاطاتها واصبحت وكيلةً لعددٍ من الشركات المحلية والعربية والعالمية فيما يتعلق بتوريد العمالة البشرية إليها وتأمين التعاقد القانوني معها، وفي المرحلة التالية قامت الشركة بإدخال نشاطات التدريب والتعليم الأكاديمي في مختلف المجالات (على سبيل المثال: الدعاية والإعلام، حجوزات الطيران، تطوير القدرات العلمية والعملية لكوادر الشركات).
قامت الشركة بعدد من المؤتمرات والمبادرات الإنسانية نُظّم أغلبها في سوريا والإمارات العربية المتحدة.

## شعار الشركة وأهدافها
- شعار الشركة:«دراسة» «عمل» «نجاح»
- أهداف الشركة: تحقيق أهداف الطلاب الدراسية من خلال اتاحة الفرصة لهم بالدراسة والالتحاق بعدد من الجامعات العالمية من خلال التعاقد المباشر، وتدريب الكوادر والطلاب في المراحل التالية لتسهيل دخولهم سوق العمل.